# Kyle XY/Episodenliste
Diese Episodenliste enthält alle Episoden der US-amerikanischen Mystery-Fernsehserie Kyle XY sortiert nach der US-amerikanischen Erstausstrahlung. Die Serie besteht aus drei Staffeln mit 43 Episoden.

## Übersicht
| Staffel | Episodenanzahl | Erstausstrahlung USA | Erstausstrahlung USA | Deutschsprachige Erstausstrahlung | Deutschsprachige Erstausstrahlung |
| Staffel | Episodenanzahl | Staffelpremiere      | Staffelfinale        | Staffelpremiere                   | Staffelfinale                     |
| ------- | -------------- | -------------------- | -------------------- | --------------------------------- | --------------------------------- |
| 1       | 10             | 26. Juni 2006        | 28. August 2006      | 8. Dezember 2007                  | 19. Januar 2008                   |
| 2       | 23             | 11. Juni 2007        | 17. März 2008        | 15. Juni 2008                     | 20. Oktober 2010                  |
| 3       | 10             | 12. Januar 2009      | 16. März 2009        | 21. Oktober 2010                  | 5. November 2010                  |

## Staffel 1
Die Erstausstrahlung der ersten Staffel wurde vom 26. Juni bis zum 28. August 2006 auf dem US-amerikanischen Fernsehsender ABC Family gesendet. Die deutschsprachige Erstausstrahlung sendete der deutsche Sender ProSieben vom 8. Dezember 2007 bis zum 19. Januar 2008.
| Nr. (ges.) | Nr. (St.) | Deutscher Titel      | Originaltitel        | Erstausstrahlung USA | Deutschsprachige Erstausstrahlung (D) | Regie             | Drehbuch                                      |
| ---------- | --------- | -------------------- | -------------------- | -------------------- | ------------------------------------- | ----------------- | --------------------------------------------- |
| 1          | 1         | Geburtstag           | Pilot                | 26. Juni 2006        | 8. Dez. 2007                          | Gil Junger        | Eric Bress & J. Mackye Gruber                 |
| 2          | 2         | Schlaflos in Seattle | Sleepless in Seattle | 3. Juli 2006         | 15. Dez. 2007                         | Mike Rohl         | Eric Tuchman                                  |
| 3          | 3         | Lügen verbindet      | The Lies That Bind   | 10. Juli 2006        | 29. Dez. 2007                         | Holly Dale        | Curtis Kheel                                  |
| 4          | 4         | Eingetaucht          | Diving In            | 17. Juli 2006        | 29. Dez. 2007                         | Mike Rohl         | Julie Plec                                    |
| 5          | 5         | Der erste Schultag   | This Is Not a Test   | 24. Juli 2006        | 5. Jan. 2008                          | Pat Williams      | Bryan M. Holdman                              |
| 6          | 6         | Die magische Zahl    | Blame It on the Rain | 31. Juli 2006        | 5. Jan. 2008                          | Michelle MacLaren | Elle Triedman                                 |
| 7          | 7         | Die Geheimwaffe      | Kyle Got Game        | 7. Aug. 2006         | 12. Jan. 2008                         | Pat Williams      | Steven Lilien & Bryan Wynbrandt               |
| 8          | 8         | Wer ist Adam Baylin? | Memory Serves        | 14. Aug. 2006        | 12. Jan. 2008                         | Guy Bee           | Michael Oates Palmer                          |
| 9          | 9         | Lauschangriff        | Overheard            | 21. Aug. 2006        | 19. Jan. 2008                         | Michael Robison   | Steven Lilien, Eric Tuchman & Bryan Wynbrandt |
| 10         | 10        | Endspiel             | Endgame              | 28. Aug. 2006        | 19. Jan. 2008                         | Michael Robison   | Julie Plec & Bryan M. Holdman                 |

## Staffel 2
Die Erstausstrahlung der zweiten Staffel wurde vom 11. Juni 2007 bis zum 17. März 2008 auf dem US-amerikanischen Fernsehsender ABC Family gesendet. Die deutschsprachige Erstausstrahlung sendete der deutsche Sender ProSieben vom 15. Juni 2008 bis zum 20. Oktober 2010.
| Nr. (ges.) | Nr. (St.) | Deutscher Titel              | Originaltitel                               | Erstausstrahlung USA | Deutschsprachige Erstausstrahlung (D) | Regie           | Drehbuch                               |
| ---------- | --------- | ---------------------------- | ------------------------------------------- | -------------------- | ------------------------------------- | --------------- | -------------------------------------- |
| 11         | 1         | Der Prophet                  | The Prophet                                 | 11. Juni 2007        | 15. Juni 2008                         | Michael Robison | Eric Tuchman                           |
| 12         | 2         | Die Rückkehr                 | The Homecoming                              | 18. Juni 2007        | 22. Juni 2008                         | Pat Williams    | Tommy Thompson                         |
| 13         | 3         | Die Liste                    | The List is Life                            | 25. Juni 2007        | 29. Juni 2008                         | Pat Williams    | Julie Plec                             |
| 14         | 4         | Balanceakt                   | Balancing Act                               | 2. Juli 2007         | 6. Juli 2008                          | Michael Robison | Steven Lilien & Bryan Wynbrandt        |
| 15         | 5         | Das Armband                  | Come to Your Senses                         | 9. Juli 2007         | 13. Juli 2008                         | Morgan Beggs    | Chad Fiveash & James Patrick Stoteraux |
| 16         | 6         | Visionen                     | Does Kyle Dream of Electric Fish            | 16. Juli 2007        | 20. Juli 2008                         | Chris Grismer   | R.P. Gaborno & Chris Hollier           |
| 17         | 7         | Ziviler Ungehorsam           | Free To Be You and Me                       | 23. Juli 2007        | 27. Juli 2008                         | Guy Norman Bee  | Julie Plec                             |
| 18         | 8         | Der verlorene Sohn           | What's the Frequency, Kyle?                 | 30. Juli 2007        | 3. Aug. 2008                          | Chris Grismer   | Steven Lilien & Bryan Wynbrandt        |
| 19         | 9         | Geister                      | Ghost in the Machine                        | 6. Aug. 2007         | 10. Aug. 2008                         | Guy Norman Bee  | Eric Bress & J. Mackye Gruber          |
| 20         | 10        | Der Ring                     | House of Cards                              | 13. Aug. 2007        | 17. Aug. 2008                         | Pat Williams    | Chad Fiveash & James Patrick Stoteraux |
| 21         | 11        | Die Wahrheit kommt ans Licht | Hands on a Hybrid                           | 20. Aug. 2007        | 24. Aug. 2008                         | Rachel Talalay  | Bryan M. Holdman                       |
| 22         | 12        | Ausgangssperre               | Lockdown                                    | 27. Aug. 2007        | 31. Aug. 2008                         | Michael Robison | Charley Dane & Julie Plec              |
| 23         | 13        | Auf der Suche                | Leap of Faith                               | 3. Sep. 2007         | 7. Sep. 2008                          | Rachel Talalay  | Eric Tuchman                           |
| 24         | 14        | Alles oder Nichts            | To C.I.R., With Love                        | 14. Jan. 2008        | 7. Okt. 2010                          | Guy Norman Bee  | Chad Fiveash & James Patrick Stoteraux |
| 25         | 15        | Zukunftspläne                | The Future's So Bright, I Gotta Wear Shades | 21. Jan. 2008        | 8. Okt. 2010                          | Chris Grismer   | Steven Lilien & Bryan Wynbrandt        |
| 26         | 16        | Ein ausgeklügelter Plan      | Great Expectations                          | 28. Jan. 2008        | 11. Okt. 2010                         | John Kretchmer  | Bryan M. Holdman                       |
| 27         | 17        | Tarnung ist alles            | Grounded                                    | 4. Feb. 2008         | 12. Okt. 2010                         | Michael DeCarlo | R.P. Gaborno & Chris Hollier           |
| 28         | 18        | Erster Arbeitstag            | Between the Rack and a Hard Place           | 11. Feb. 2008        | 13. Okt. 2010                         | James Head      | Chad Fiveash & James Patrick Stoteraux |
| 29         | 19        | Selbstheilung                | First Cut Is the Deepest                    | 18. Feb. 2008        | 14. Okt. 2010                         | Michael Robison | David A. Weinstein                     |
| 30         | 20        | Kyle unplugged               | Primary Colors                              | 25. Feb. 2008        | 15. Okt. 2010                         | Peter DeLuise   | Bryan M. Holdman                       |
| 31         | 21        | Grauzonen                    | Grey Matters                                | 3. März 2008         | 18. Okt. 2010                         | Michael Robison | Eric Tuchman                           |
| 32         | 22        | Hallo                        | Hello                                       | 10. März 2008        | 19. Okt. 2010                         | Peter DeLuise   | Michael Berns                          |
| 33         | 23        | Der Abschlussball            | I've Had the Time of My Life                | 17. März 2008        | 20. Okt. 2010                         | Michael Robison | Julie Plec                             |

## Staffel 3
Die Erstausstrahlung der dritten Staffel wurde auf dem US-amerikanischen Fernsehsender ABC Family gesendet. Die deutschsprachige Erstausstrahlung sendete der deutsche Sender ProSieben vom 21. Oktober 2010 bis zum 5. November 2010.
| Nr. (ges.) | Nr. (St.) | Deutscher Titel          | Originaltitel                | Erstausstrahlung USA | Deutschsprachige Erstausstrahlung (D) | Regie           | Drehbuch                        |
| ---------- | --------- | ------------------------ | ---------------------------- | -------------------- | ------------------------------------- | --------------- | ------------------------------- |
| 34         | 1         | Entführt                 | It Happened One Night        | 12. Jan. 2009        | 21. Okt. 2010                         | Chris Grismer   | Eric Tuchman                    |
| 35         | 2         | Die Wahrsagerin          | Psychic Friend               | 19. Jan. 2009        | 22. Okt. 2010                         | Michael Robison | Julie Plec                      |
| 36         | 3         | Ein Kuss zuviel          | Electric Kiss                | 26. Jan. 2009        | 25. Okt. 2010                         | Chris Grismer   | Gayle Abrams                    |
| 37         | 4         | Männerabend              | In the Company of Men        | 2. Feb. 2009         | 26. Okt. 2010                         | Guy Norman Bee  | Daniel Arkin                    |
| 38         | 5         | Lebensretter             | Life Support                 | 9. Feb. 2009         | 27. Okt. 2010                         | Michael Robison | Bryan M. Holdman                |
| 39         | 6         | Willkommen bei Latnok    | Welcome to Latnok            | 16. Feb. 2009        | 28. Okt. 2010                         | Guy Norman Bee  | R.P. Gaborno & Chris Hollier    |
| 40         | 7         | Körperchemie             | Chemistry 101                | 23. Feb. 2009        | 29. Okt. 2010                         | James Head      | Steven Lilien & Bryan Wynbrandt |
| 41         | 8         | Das Herz lügt nicht      | Tell-Tale Heart              | 2. März 2009         | 3. Nov. 2010                          | Peter DeLuise   | Gayle Abrams & Brian Ridings    |
| 42         | 9         | Rat, wer zum Essen kommt | Guess Who's Coming to Dinner | 9. März 2009         | 4. Nov. 2010                          | James Head      | Daniel Arkin & Andrea Conway    |
| 43         | 10        | Der unbekannte Bruder    | Bringing Down the House      | 16. März 2009        | 5. Nov. 2010                          | Peter DeLuise   | Julie Plec & Brian Young        |